# Interlingue
Pour les articles homonymes, voir Occidental et Interlingua.
Ne doit pas être confondu avec Interlingua (IALA).
L'interlingue, originellement connu sous le nom occidental, est une langue construite, publiée en 1922 par Edgar de Wahl au moment où certaines personnes essayaient de faire admettre l’espéranto à la SDN. De Wahl y voyait une catastrophe car une pareille décision aurait empêché par la suite le triomphe de sa propre langue construite, qu'il considérait comme une meilleure solution. La langue évolua par la suite dans le sens d’une latinisation croissante : c’est ainsi que la revue Kosmoglott a été au cours du temps rebaptisée en Cosmoglotta. Au moment de la guerre froide, l'occidental fut rebaptisé interlingue dans le but de ne pas inquiéter les Soviétiques qui détenaient en quelque sorte en otage le fondateur de la langue et l’empêchaient pratiquement de correspondre. Il est vrai que, pour éviter une confusion avec l’interlingua, les adeptes continuent souvent à parler d’interlingue (ex occidental).
C'est une langue qui se veut immédiatement compréhensible à tous les locuteurs d'une langue européenne, tout comme la universal glot, le novial ou l'interlingua qui suivront la même philosophie. L’idiom neutral ou la mundolingue avaient déjà la même prétention.
Contrairement à cette dernière, l'occidental s'autorise quelques mots d'origine non latine (allemand Hem ; anglais it) et des formes plus courtes (regularmen pour l'interlingua regularmente). Il est même allé jusqu’à reprendre des mots à l’espéranto, comme pri pour au sujet de, ce que l’interlingua repousse absolument. La grammaire de l'occidental est résolument régulière et de ce fait, simple à apprendre. Elle est avec l'interlingua la langue artificielle la plus naturaliste qui soit. Elle ressemble donc un peu à un sabir plus évolué ou un créole.

## Histoire

### Débuts
L'interlingue, initialement connu sous le nom d'Occidental, est apparu en 1922 lorsqu'Edgar de Wahl, linguiste et ancien espérantiste, a introduit la langue dans la revue Kosmoglott, rebaptisée plus tard Cosmoglotta. La création d'Occidental est le fruit d'années d'expérimentation avec une langue prototype appelée Auli. De Wahl s'est inspiré de sa correspondance avec d'autres créateurs de langues comme Giuseppe Peano et Waldemar Rosenberger, dont les travaux ont influencé le vocabulaire naturaliste d'Occidental.
Malgré l'absence de supports d'apprentissage officiels, Occidental a rapidement séduit des adeptes grâce à sa lisibilité. En 1924, de Wahl correspondait avec une trentaine de personnes locuteurs de cette langue. Le premier dictionnaire, Radicarium Directiv, a été publié en 1925, contribuant à la normalisation des racines. Kosmoglott, initialement ouvert à diverses langues construites, a réorienté son activité vers la promotion exclusive d'Occidental en 1927 et a transféré sa rédaction à Vienne. Cette centralisation, combinée aux efforts de militants comme Engelbert Pigal, a contribué à l'expansion de la communauté en Autriche, en Allemagne, en Suisse, en Suède, en Tchécoslovaquie et en France dès le début des années 1930.

### Période viennoise et Seconde Guerre mondiale
Pendant les années viennoise, Occidental a bénéficié d'un soutien financier et d'une visibilité accrue. Le magazine Cosmoglotta a prospéré malgré la crise économique, grâce à des bailleurs de fonds comme Hanns Hörbiger et G.A. Moore. Les militants ont commencé à promouvoir Occidental par le biais de lettres adressées à diverses institutions, entièrement rédigées dans cette langue, qui étaient souvent comprises et auxquelles on répondait. Des enregistrements ont même été réalisés sur disques.
La revue s'est enrichie d'un deuxième numéro, Cosmoglotta B, consacré aux débats linguistiques et aux actualités de la communauté. En 1936, on comptait déjà 80 publications sur Occidental. Cependant, la montée du fascisme a conduit à l'interdiction des langues auxiliaires dans des pays comme l'Allemagne et l'Autriche, où résidaient de nombreux occidentalistes. Le matériel pédagogique fut détruit et les communications avec de Wahl en Estonie furent interrompues en raison de la censure imposée pendant la guerre.
Malgré ces difficultés, la publication reprit en 1941. Des pays neutres comme la Suisse et la Suède maintinrent leurs activités et, étonnamment, les télégrammes occidentaux furent souvent autorisés en raison de leur intelligibilité. Des stocks de matériel furent perdus dans des villes comme Tallinn et Vienne, et de nombreux sympathisants furent emprisonnés. Cependant, les communications reprirent après la guerre, avec un regain d'intérêt de la part de plusieurs pays. Cosmoglotta A reprit en 1946 et la communauté se regroupa.

### Standardisation linguistique
Alors que l'isolement persistait pendant la guerre, les occidentalistes se tournèrent vers le perfectionnement linguistique. La philosophie de de Wahl autorisait l'évolution naturelle, ce qui signifiait la coexistence de plusieurs formes de mots (par exemple, scrir et scripter). Il préférait scrir, mais autorisait les deux. L'orthographe variait également, allant de l'étymologie à la simplification, cette dernière devenant la norme en 1939.
Face à l'incertitude persistante et au manque de ressources unifiées, la communauté suisse lança un processus formel de normalisation en 1943 par le biais d'une académie provisoire. Le contenu pédagogique devint prioritaire, préparant ainsi la renaissance de l'après-guerre.

### IALA, Interlingua et changement de nom en Interlingue
L'International Auxiliary Language Association (IALA), fondée en 1924, suscita initialement la méfiance des occidentalistes en raison de ses racines espérantistes. Cependant, les relations s'améliorèrent après la visite de Ric Berger à sa cofondatrice Alice Morris en 1935. Lorsque l'IALA décida de créer sa propre langue naturaliste, les occidentalistes se montrèrent optimistes, car le nouveau projet ressemblait beaucoup à l'Occidental.
Bien que structurellement différentes, l'Interlingua acceptant les radicaux doubles latins et utilisant la « règle de trois » pour l'inclusion du vocabulaire, les langues partageaient environ 90 % de leur vocabulaire. Les disparités financières favorisaient Interlingua, soutenu par l'IALA de New York, tandis qu'Occidental luttait contre l'inflation et les obstacles liés à la guerre.
En 1948, les occidentalistes tchécoslovaques demandèrent un nouveau nom pour éviter toute suspicion politique. Le terme Interlingue fut adopté, remplaçant officiellement Occidental après un vote en 1949. Ric Berger voyait dans ce changement de nom une voie vers l'unité, mais il créa finalement des divisions.

### Stagnation et renouveau
Le lancement d'Interlingua en 1951 marqua un tournant. Doté d'un dictionnaire professionnel et d'un soutien scientifique, Interlingua attira de nombreux occidentalistes. La défection de Ric Berger et son implication dans les publications Interlingua perturbèrent l'espoir d'unification des deux mouvements. L'activité déclina progressivement. Cosmoglotta B cessa ses activités en 1950, et Cosmoglotta A diminua de fréquence, bien que d'autres bulletins locaux persistèrent jusque dans les années 1970.
Ce déclin d'intérêt reflétait des changements générationnels. Les premiers adeptes, issus du volapük, de l'espéranto et de l'ido, ont vieilli, et les jeunes générations ont montré un engagement limité. Dans les années 1980, la Cosmoglotta a disparu et l'occidental était considéré comme une langue morte. Un documentaire de 1994 présentait Donald Gasper comme « l'un des derniers locuteurs ».
Cependant, l'essor d'Internet à la fin des années 1990 a suscité un regain d'intérêt. Une communauté en ligne s'est formée en 1999 et Cosmoglotta a repris sa publication par intermittence. L'interlingue a gagné de nouveaux adeptes dans le monde entier. Une Wikipédia interlingue a été lancée en 2004, et les rencontres en présentiel ont repris dans des villes comme Ulm et Munich au cours des années 2010.
De nouvelles œuvres littéraires ont été publiées dans cette langue, notamment Le Petit Prince, L'Évangile selon Marc, ainsi que des anthologies et des récits originaux. En 2024, Cosmoglotta continue de paraître, sa dernière édition étant le volume 333.

## Grammaire

### Alphabet
L'interlingue s'écrit avec 26 lettres latines : a, b, c, d, e, f, g, h, i, j, k, l, m, n, o,  p, q, r, s, t, u, v, w, x, y et z. Les noms des lettres sont a, be, ce, de, e, ef, ge, ha, i, jot, ka, el, em, en, o, pe, qu, er, es, te, u, ve, duplic ve, ix, ypsilon, et zet.

### Règle de Wahl
La règle de Wahl est une règle de formation des mots qui permet de créer certaines formes grammaticales à partir d'autres (par exemple des substantifs à partir de verbes).
Les infinitifs de verbes en occidental ont d'habitude pour terminaison -ar ou -er. La racine est obtenue dans la façon suivante : 
1. Si, après l'enlèvement de -r ou de -er de l'infinitif, la racine finit avec une voyelle, il faudrait ajouter -t ou devrait changer y finissante en t : crea/r, crea/t-, crea/t/or; atiny/er, atin/t, atin/t/ion
2. Si la consonne finissante de la racine est d ou r, il faudrait le changer en s : decid/er, deci/s-, deci/s/ion
3. Dans les cas restants, avec six exceptions, l'enlèvement de la fin donne la racine exigée : duct/er, duct-, duct/ion.

Ces six exceptions sont : 
1. ced/er, cess-
2. sed/er, sess-
3. mov/er, mot-
4. ten/er, tent-
5. vert/er, vers-
6. veni/r, vent-

Parce que la règle se compose de trois parties, on la connaît souvent comme « trois règles de Wahl ».
On crée les substantifs et les adjectifs en enlevant les fins et obtenant ainsi la racine. Après l'addition -r ou -er, on obtient un infinitif dans une majorité de cas : decora/t/ion, decora/t-, decora/r.
Cette règle a été appliquée dans l'occidental. Après une modification possible, on peut appliquer cette règle pour créer de nouvelles formes d'un mot particulièrement dans les langues romanes ou dans les langues qui ont emprunté le vocabulaire des langues romanes.

## Littérature
Les principaux textes littéraires en occidental sont apparus dans Cosmoglotta. Il y avait aussi quelques ouvrages, à la fois originaux et traduits, publiés en interlingue.
Certaines œuvres originales sont:
- Kajš, Jan Amos (1938) Krasina, raconta del subterrania del Moravian carst[1]
- Podobský, Jaroslav (1935/1947) Li astres del Verne[2]
- Costalago, Vicente (2021) Li sercha in li castelle Dewahl e altri racontas
- Costalago, Vicente (2021) Antologie hispan
- Costalago, Vicente (2021) Fabules, racontas e mites

## Exemples
« Li material civilisation, li scientie, e mem li arte unifica se plu e plu. Li cultivat europano senti se quasi in hem in omni landes queles have europan civilisation, it es, plu e plu, in li tot munde. Hodie presc omni states guerrea per li sam armes. Sin cessa li medies de intercommunication ameliora se, e in consecuentie de to li terra sembla diminuer se. Un Parisano es nu plu proxim a un angleso o a un germano quam il esset ante cent annus a un paisano frances.
La civilisation matérielle, la science et même l'art s'unifient de plus en plus. L'Européen cultivé se sent presque chez lui dans tous les pays qui ont une civilisation européenne, c'est-à-dire dans le monde entier. Aujourd'hui presque tous les États font la guerre par les mêmes armes. Sans cesse les moyens d'intercommunication se perfectionnent, en conséquence de quoi la terre semble devenir plus petite. Un Parisien d'aujourd'hui est plus proche d'un Anglais ou d'un Allemand qu'il l'était il y a cent ans d'un paysan français. »

« Li studie del lingues, mem limitat al lingues max necessi exige del yunesse cultivat un tre grand efortie quel vell, in parte, posser esser plu bon usat por altri scopes. Li dominia del scientie extende se chascun die ; li yunes ne have tro mult témpor, ni tro mult fortie, por studiar li principies de ti-ci. It es tre dur, exiger de chascun hom cultivat, que li may aquisiter durant su annus de studie, in sam témpor li conossentie del scienties e ti de tri lingues, omnes egalmen desfacil a aprender...E támen to es li precie payand por elevar se al modern cultura." ... Si on pussa li studie del foren lingues til li gradu de complet mastrisation, li témpor besonat es imens. Si it resta superficial, it contribue practicmen nequant al cultura intellectual. ... Por omni tis queles aprende li lingues modern solmen pro practic necessitás e queles interessa se solmen al formes contemporan del lingues, li profit intellectual de ti studie es max sovente mediocri.
L'apprentissage des langues, même limité aux langues les plus nécessaires, demande à la jeunesse cultivée un très grand effort, et qui pourrait en partie être mieux employé. Les sciences s'enrichissent chaque jour ; les jeunes gens n'ont pas trop de temps ni de force pour en étudier les principes. Il est dur d'exiger de chaque jeune homme cultivé qu'il acquière, durant ses années d'études, à la fois la connaissance des sciences et celle de trois langues, toutes trois difficiles...Et pourtant la culture est à ce prix. ... Si l'apprentissage des langues étrangères est poussé à fond, de manière à profiter à l'esprit, il demande un temps immense. S'il est superficiel, il n'apporte presque rien à la culture intellectuelle. ... Pour tous ceux qui apprennent les langues modernes surtout au point de vue pratique et qui s'intéressent seulement aux formes contemporaines des langues, le profit intellectuel de cet apprentissage est le plus souvent médiocre." »

## Quelques mots non évidents pour un francophone monolingue
- anc : aussi
- forsan : peut-être
- hodíe : aujourd'hui
- litt : petit
- mey : pourra (anglais may)
- nequel : aucun ?
- nu : maintenant (néerlandais)
- quam : comme
- quelcvez : quelquefois
- sam : même
- sive … sive … : soit … soit …
- scrir : écrire (wallon scrîr)
- strax : rapide, soudain (néerlandais straks)
- ti : ce(ci)
- to : ce(là)
- unesim : premier
- yun(ess) : jeune(sse)